# 非常外父
《非常外父》（英語：The Driving Power）是香港電視廣播有限公司製作的懷舊電視劇，全劇共20集，由鄭少秋、葉童、滕麗名及葉璇領銜主演，並由馬國明、湯盈盈及黎耀祥聯合演出，監製唐基明。

## 故事大綱
六十年代的香港，被喻為受著中西文化衝激的動盪年代，當時經濟騰飛，貧富懸殊，在繁華背後。黑道橫行。有人巧取豪奪，有人混水摸魚，更有人無所事事，丁貴妹便是黑幫二世祖中的表表者，多年來未曾沾手江湖爭鬥，更懶理外面腥風血雨，只顧吃喝玩樂，風花說月，但好景不常，適逢叔父蝦叔年事已高，而僅有的精力亦花在娶妾身上，根本無力再料理黑幫業務，故將生意推到丁貴妹身上，妹人到中年始從頭學起，拉夫上陣，黑幫二世祖搖身一變為舞廳及麻雀館老闆。
在大吹一夫一妻制度的風氣下，生性風流的妹卻一於少理，眼見舞廳美女如雲，一心以為近水樓台手到拿來，更夢想步叔父後塵，三妻四妾左擁右抱，豈料身兼婦女會主席的老婆洛芙蓉眉精眼利，略施小計便順利安排由大陸來港的弟弟洛枸杞隨丈夫工作，既打理酒家與舞廳生意，更替妹處理球隊事宜，目的只為監視妹一舉一動慎防越軌，但蓉手上皇牌莫過於妹之高齡祖母李蘭，只因蘭生性剛烈，痛恨男人到處留情，更視一夫多妻為天地不容之事，稍有發現定必嚴打，令一向風流的妹吃盡苦頭，故妹視蘭猶如洪水猛獸又敬又怕不敢造次。
正當成年人忙於糾纏在複雜關係時，自幼受父母保護的丁明珠卻暗暗起革命，原來珠一次機緣巧合下，認識由外國回來的高威利，眼見利被襲，以為被壞人所害，故挺身保護，因而展開一段既浪漫又刺激的男女關係，珠更為利那非比尋常的經歷而著迷，暗生情愫，藉口以請補習老師為名招郎入舍，借妹之勢力暗中保護利。不過妹與蓉不知就裡，見珠受傷回來便以為有人對丁家不利，大為緊張。蓉知棉身手不凡，請棉為珠之保鑣，妹反對不果，蓉反而乘機叫棉給妹貼身保護， 以防妹再次風流。
自此棉猶如貼身膏藥對妹寸步不離， 妹不勝其煩加上屋契事件， 令二人不時針鋒相對彷如鬥氣冤家， 但因棉處處表現強悍， 不禁挑起妹征服之心， 誓要將棉收服， 另一方面， 棉亦透過珠口中得知妹非自己想像般胡作非為， 慢慢對妹改觀， 甚至有著不能言喻的好感， 在妹苦苦痴纏下， 未嘗真正戀愛的棉心如鹿撞， 不知如何是好！
正當妹、 蓉與棉的三角關係醞釀的同時， 珠與利卻在不知不覺間發生感情， 妹見珠對利有意， 頓起醋意， 更以己度人， 認為天下男人皆好色， 為免女兒被騙故扭盡六壬以試利為人， 但反而發現利一段神秘往事。
當蓉忙於籌辦婚禮時， 妹卻全力展開追求攻勢， 棉不敵妹苦苦痴纏向蓉求教， 蓉不知苦纏棉正是自己丈夫， 竟傾囊相授， 二人自此發展微妙的師徒關係， 但道高一尺， 魔高一丈， 妹最後仍將棉打動， 更發生關係… 。雖說米已成炊， 但棉自覺愧對蓉， 為不破壞人家幸褔， 本想悄然引退， 但妹苦苦痴纏要給棉名份， 揚言要納棉為妾。
與此同時， 利協助妹進行納妾計劃， 暗中大撈油水， 而自己亦可藉機風流， 利更提議妹奉旨去滾， 迫使蓉接受棉為妾， 但妹竟一滾忘形不能自拔，棉妒火中燒向妹大興問罪， 二人關係終告曝光， 蓉知悉後大為震怒， 二女雙雙與妹鬧翻， 妹齊人好夢頓成空。其後， 妹發現利乃騙財騙色之小混混， 本想向珠告發， 但卻給利先發制人， 反指妹大話連篇， 妹頓成眾矢之的， 雖惹蓉與棉討厭， 但二女仍各不相讓， 棉更要求名份嫁入妹門下， 而蓉亦不甘示弱， 再次與當年歌廳闊客來往， 藉此刺激丈夫回頭， 其次更向蝦叔告狀求主持公道， 蝦叔老馬有火， 指妹拋妻棄女罪無可恕， 男人可以風流但不能下流， 故下令全面封殺， 妹頓時一無所有， 無錢無面， 更無一技旁身， 黑幫二世祖隨即淪為落難中年，慘如過街老鼠， 妹為求溫飽， 只好委身去婦女會工作， 終令自問風流的妹反省過來， 人徹大悟。

## 演員表

### 丁家
| 演員   | 角色   | 關係／暱稱 |
| 黎 宣  | 劉爱蘭 | 丁貴妹、洛芙蓉之祖母 丁明珠之曾祖母 丁蝦之伯娘                                                                                    |
| 劉兆銘 | 丁 蝦  | 前梵特西大舞廳老闆 丁貴妹之舅父 鳳凰、相思、畫眉、杜娟之夫 丁明珠之叔公 劉玉蘭之姪 於第18集被高威利下毒昏迷 於第20集甦醒          |
| 白 茵  | 鳳 凰  | 丁蝦之妻 相思、畫眉、杜娟之大姐 丁貴妹之大嬸 丁明珠之大嬸婆                                                                       |
| 康 華  | 相 思  | 丁蝦之二房妾侍 畫眉、杜娟之二姐 鳳凰之二妹 丁貴妹之二嬸 丁明珠之二嬸婆                                                            |
| 譚小環 | 画 眉  | Candy 丁蝦之三房妾侍 前為歌女 杜娟之三姐 鳳凰、相思之三妹 丁貴妹之三嬸 丁明珠之三嬸婆 包福慶之外遇對象 于第20集离开丁家           |
| 姚樂怡 | 杜 鵑  | 丁蝦之四房妾侍 鳳凰、相思、畫眉之四妹 丁貴妹之四嬸 丁明珠之四嬸婆                                                                 |
| 鄭少秋 | 丁貴妹 | Jeff、妹哥、妹頭 梵特西大舞廳、多多喜餐廳、足球隊老闆 洛芙蓉、洪棉之夫 丁明珠之父 高威利之外父 洛枸杞之姐夫 丁蝦之姪 劉玉蘭之孫   |
| 葉 童  | 洛芙蓉 | 歌女 婦女會主席 丁貴妹之妻 洪棉之姐妹 丁明珠之母 洛枸杞之家姐 劉玉蘭之曾孫媳婦                                                    |
| 滕麗名 | 洪 棉  | 洪一飛醫館醫師 大仁、大義、大鑼、大鼓師姐 牛大力師妹 丁貴妹保鑣兼平妻 洛芙蓉之姐妹 劉玉蘭契女                                     |
| 黎耀祥 | 洛枸杞 | 丁貴妹之舅仔 洛芙蓉之弟 丁明珠之舅父 王麗莎之夫                                                                                   |
| 湯盈盈 | 王麗莎 | Liza 丁貴妹之情婦，后分手 前化粧小姐後當舞小姐 洛枸杞之妻 丁明珠之舅母                                                            |
| 葉 璇  | 丁明珠 | 丁貴妹、洛芙蓉之女 洛枸杞之外甥女 高威利之妻 劉玉蘭之曾孫女 於第20集被麥彼得、包福慶綁架，後被丁貴妹、高威利救出 童年由謝宛婷飾演 |
| 馬國明 | 高威利 | 丁明珠入贅之夫 丁貴妹、洛芙蓉之女婿 專門騙婚的騙子 於第20集為救丁明珠而被迫參與綁架案，後自首，服刑後出獄                         |
| 劉桂芳 | 三 姐  | 丁家傭人 |
| 郭羨妮 | 銀 姐  | 三姐介紹的替工 於第20集客串 |

### 洪一飛醫館
| 演員   | 角色   | 關係／暱稱       |
| 古明華 | 牛大力 | 大師兄           |
| 滕麗名 | 洪 棉  | 參見丁家         |
| 劉永健 | 大 仁  | 洪棉、牛大力師弟 |
| 張智軒 | 大 鼓  | 洪棉、牛大力師弟 |
| 朱健鈞 | 大 義  | 洪棉、牛大力師弟 |
| 楊鴻俊 | 大 鑼  | 洪棉、牛大力師弟 |

### 梵特西大舞廳
| 演員   | 角色   | 關係／暱稱                                                                           |
| 湯盈盈 | 王麗莎 | 舞女 參見丁家                                                                        |
| 李成昌 | 包福慶 | 畫眉之外遇對象 與高威利、麥彼德聯手合謀梵特西舞廳 於第20集與麥彼德綁架丁明珠，後被捕 |
| 蘇恩磁 | 珍妮媽 | 舞廳媽媽生 Lily之母                                                                  |
| 胡定欣 | Lily   | 舞小姐 珍妮之女                                                                      |
| 周家怡 | Suzi   | 舞小姐                                                                               |
| 李心欣 | Nancy  | 舞小姐                                                                               |
| 何綺雲 | Cindy  | 舞小姐                                                                               |
| 李思蓓 | May    | 舞小姐                                                                               |
| 楊卓娜 | Linda  | 舞小姐                                                                               |
| 夏竹欣 | Bobo   | 舞小姐                                                                               |
| 沈可欣 | Mable  | 舞小姐                                                                               |
| 陳丹丹 | Batty  | 舞小姐                                                                               |
| 黃熙旋 | Lucy   | 舞小姐                                                                               |
| 王少萍 | Mary   | 舞小姐                                                                               |

### 其他演員
| 演員   | 角色   | 關係／暱稱 |
| 鄭子誠 | 陳志誠 | Paul 律師 前為音樂人 喜歡洛芙蓉                                                                                  |
| 郭耀明 | 麥彼德 | Peter 高威利之夥伴 王麗莎之前男友 專騙女人錢的騙子 與包福慶聯手合謀梵特西舞廳 於第20集與包福慶綁架丁明珠，後被捕 |
| 左慧琪 | 黃珮琪 | Maria 被高威利在英國騙婚的妻子                                                                                   |
| 戴耀明 | 大 富  | 洪棉、牛大力之師弟 丁蝦之手下                                                                                    |
| 羅天池 | 大 貴  | 洪棉、牛大力之師弟 丁蝦之手下                                                                                    |
| 曾守明 |        | 警察局探長 |
| 陳少邦 | 大泡和 | 丁貴妹之手下 |
| 馮素波 | 陳院長 | 老人院院長／婦女會會長                                                                                           |
| 魏惠文 | 發 哥  | Lily之前老闆 |
| 駱達華 | 基 哥  | 高威利之債主 |
| 梁健平 | 炳 記  | 炳嫂之夫 |
| 陳安瑩 | 炳 嫂  | 炳记之妻 |
| 秦 煌  | 金牙坤 | 坤哥 坤嫂之夫 喜歡捏舞小姐的屁股后喜欢摸舞小姐的胸部                                                             |
| 廖麗麗 | 坤 嫂  | 金牙坤之妻 |

## 收視
以下為本劇於香港無綫電視翡翠台之收視紀錄：
| 週次 | 集數  | 平均收視 | 最高收視 |
| 1    | 01-05 | 29點     |          |
| 2    | 06-10 | 31點     |          |
| 3    | 11-15 | 29點     |          |
| 4    | 16-20 | 30點     | 34點     |

## 外部連結
- 無綫電視官方網頁 - 非常外父
- 無綫電視官方網頁(TVBI) - 非常外父 （页面存档备份，存于）

| 香港、 马来西亚、 新加坡 TVB星河频道 星期一至五 18:30 - 19:30 | 香港、 马来西亚、 新加坡 TVB星河频道 星期一至五 18:30 - 19:30 | 香港、 马来西亚、 新加坡 TVB星河频道 星期一至五 18:30 - 19:30 |
| ------------------------------------------------------------- | ------------------------------------------------------------- | ------------------------------------------------------------- |
|                                                               | 非常外父 （2022年11月1日－2022年11月28日）                    |                                                               |
| 人生馬戲團 （2022年10月4日－2022年10月31日）                  | 蒲松齡 （2022年11月29日－2023年1月2日）                       |                                                               |